# Azot trioksid
Azot trioksid (diazot trioksid) je hemijsko jedinjenje sa formulom . Ova duboko plava tečnost je jedan od binarnih azotnih oksida. On se formira nakon mešanja jednakih delova azot monoksida i azot dioksida i hlađenjem smeše ispod −21 ° (−6 °):
Azot trioksid je nerastvoran samo na niskim temperaturama, i.e. u tečnoj i čvrstoj fazi. Na višim temperaturama ravnoteža ze povoljna za sastavne gasove, sa .

## Struktura i vezivanje
Tipično su N–N veze slične dužine sa vezama hidrazina (145 pm). Azot trioksid, međutim, ima neobično dugačku N–N vezu sa 186 pm. Neki drugi oksidi azota takođe poseduju duge N–N veze, npr. diazot tetroksid (175 pm).  molekul je planaran i ispoljava Cs simetriju. Dimenzije prikazane ispod su dobijene mikrotalasnom spektroskopijom na niskoj temperaturi za gasoviti N2O3:
On je anhidrid nestabilne azotaste kiseline (HNO2), koji prelazi u azotastu kiselinu kad se pomeša sa vodom. Alternativna struktura bi bila struktura anhidrida, i.e. O=N–O–N=O, međutim ovaj izomer nije nađen. Ako se azotasta kiselina ne potroši brzo, on se razlaže u azot monoksid i azotnu kiselinu. Azotne soli se mogu formirati dodavanjem  u rastvore baza:

## Spoljašnje veze
- Oksidi azota
- Diazot trioksid